# Доминантна рука и сексуална оријентација
Доминантна рука и сексуална оријентација  једна је од претпоставки која је настала макон истраживања С.Корена који је међу првима довео у везу леворукост и хомосексуализам, а Готестам (Готестам) и сарадници навели да је однос између леворуких и десноруких хомосексуалаца 17,5% према 8,4%.
Веза између доминантности руку и сексуалне оријентације пријављена је за оба пола, и овај однос може сугерисати биолошку етиологију хомосексуализма. Недавно истраживање Реја Бланшара повезало је овај однос са ефектом братским редом рођења и мушком сексуалном оријентацијом, што наводи да мушкарац који има више старије браће, има већу вероватноћа да ће бити геј. Однос између доминантности руку  и сексуалне оријентације описали су бројни истраживачи, који наводе да је већа вероватноћа да ће хетеросексуалне особе бити дешњаци него хомосексуалне особе.
Однос између руку и сексуалне оријентације описна је код оба пола и може одражавати биолошку етиологију сексуалне оријентације; Рад Реја Бланшара повезао је однос са ефектом братског поретка рођења, што сугерише да је већа вероватноћа да ће мушкарац са неколико старије биолошке браће бити хомосексуалци.

Психолог Chris McManus и тим истраживача анализирали су однос доминантне руке према хомосексуалности и закључили:
Многе студије из 1980-их и 1990-их су постављале питање да ли постоји било каква веза са руком, а ми смо, као и други, закључили да не постоји. Међутим, мета-анализа 20 студија, укључујући и нашу, са укупно 6.182 хомосексуалних мушкараца променила је ту ситуацију, при чему је вероватноћа да ће мушки хомосексуалци бити леворуки знатно већа. Раније студије су углавном биле неуспешне јер су биле премале (нпр. типична студија која је укључивала око 300 хомосексуалних мушкараца, била недовољно моћна). То је касније потврђено у великој интернет студији Би-Би-Сија о сексу и сексуалности, у којој је 4.616 мушкараца хомосексуалаца показало значајан већи број леворукости, а слични подаци уочен и код жена хомосексуалне оријентације из 2008. године.

## Студије

### Lalumière и сар., мета-анализа из 2000. године
Lalumière и сар. након што су спровели мета-анализу 20 студија са укупно 6.987 хомосексуалних и 16.423 хетеросексуалних учесника, открили су да веће шансе да не буду дешњаци имали хомосексуални мушкарци у 34% случајева, а хомосексуалне жене у 91% случајева (39% укупно).

### Williams и сар., студија из 2000. године
У студији која је укључивала 382 мушкарца (278 хомосексуалаца и 104 хетеросексуалаци) није констатовала статистички значајну повезаност између доминантности руке и сексуалне оријентације.

### Мустански и сар., студија из 2002. године
Мустански и сар. испитали су сексуалну оријентацију и доминантност руку на узорку од 382 мушкарца (205 хетеросексуалних; 177 хомосексуалних) и 354 жене (149 хетеросексуалних; 205 хомосексуалних). Иако је утврђено да је значајно већи проценат хомосексуалних жена леворуко у поређењу са хетеросексуалним женама (18% наспрам 10%), нису нађене значајне разлике између хетеросексуалних и хомосексуалних мушкараца у погледу доминантности  руку.

### Липина студија из 2003
Липа је испитивао сексуалну оријентацију и доминантност  руку на узорку од 812 мушкараца (351 хетеросексуалац; 461 хомосексуалац) и 1.189 жена (707 хетеросексуалних; 472 хомосексуалних).
Хомосексуални мушкарци су имали 82% већу вероватноћу да не буду дешњаци од хетеросексуалних мушкараца, али нису нађене значајне разлике између хетеросексуалних и хомосексуалних жена у погледу доминантности  руку. 
Када се комбинују мушкарци и жене у један велики узорак, хомосексуалне особе су имале 50% веће шансе да буду леворуке од хетеросексуалних појединаца.

### Бланшар и сар., студија из 2006. године
Бланшар и сар., тврде да је ефекат братског поретка рођења (вероватноћа да ће дечак бити хомосексуалац расте са бројем старије браће која имају исту биолошку мајку) изгледа да је ограничен на дешњаке. Штавише, иста студија указује да је већа вероватноћа да ће леворуки мушкарци без старије браће бити хомосексуалци од недесноруких мушкараца који имају старију браћу.
Шансе за хомосексуалност су веће за мушкарце који не преферирају десну руку или који имају старију браћу, у односу на мушкарце који немају ниједно од ових карактеристика, али су шансе за мушкарце са обе особине сличне изгледима за мушкарце без браће.

### BBC анкета
У мултинационалном онлајн истраживању, откривено је да је већа вероватноћа да ће геј мушкарци и лезбијке бити леворуки (13 и 11%) него хетеросексуални мушкарци и жене (11% односно 10%). Бисексуалци оба пола чешће су себе описивали као амбидекстре него геј или хетеросексуалне особе истог пола (бисексуалци: 12%; геј и хетеросексуалци: 8%; бисексуалне жене: 16%; лезбијке: 12%; хетеросексуалне жене: 8% ).

### Блашарова студија, Archives of Sexual Behavior study из 2008. године
Накнадна Бланшарова студија је открила да и десноруки хомосексуалци и леворуки хетеросексуални мушкарци имају статистички значајан број старије мушке браће и сестара, али да није било значајног ефекта ни за десноруке хетеросексуалне мушкарце ни за леворуке хомосексуалце. мушкарце.

### Бланшарова,  Студија латералности из 2008. године
Бланшар је расправљао о начинима на које се ефекат братског поретка рођења и руковања могу објаснити у смислу хипотезе о имунитету мајке. У овом случају, претпоставља се да мајка постаје све отпорнија на мушке антигене са сваком трудноћом и тако рађа већи број "анти-мушких" антитела. Он предлаже две могућности: или да су фетуси који нису дешњаци мање осетљиви на антитела, или да их мајке леворуких фетуса из неког разлога не рађају.

### Schwartz и сар., студија увијања косе из 2010. године
У узорку који је укључивао 694 геј мушкараца и 894 стрејт мушкараца, утврђено је да 13,9% геј мушкараца и 15,9% стрејт мушкараца нису дешњаци, што није значајна разлика. Студија је поновила ефекат старијег брата  за хомосексуалне мушкарце, али за разлику од Blanchard-а (2006), открила је да се ефекат примењује и на дешњаке и на леворуке геј мушкарце, и да је у ствари јачи за ове друге него за прве.

### Кишида и Рахман, студија из 2015. године
На узорку од 478 хетеросексуалних мушкараца и 425 хомосексуалних мушкараца, утврђено је да геј мушкарци показују значајно већу вероватноћу екстремне деснорукости и нелеворукости у поређењу са хетеросексуалним мушкарцима.

### Ли Елис и сар., студија из 2016. године
Међу узорком универзитетских студената у Малезији и Сједињеним Америчким Државама, откривено је да је привлачност истог пола повезана са леворукошчу међу женама. Међу мушкарцима није пронађена таква корелација након контроле етничке припадности.

## Асексуалност
Интернет студија из 2014. покушала је да анализира однос између самоидентификације код асексуалних особа и доминантности руке, у поређењу са појединцима других група сексуалне оријентације. Укупно 325 асексуалаца (60 мушкараца и 265 жена), 690 хетеросексуалаца (190 мушкараца и 500 жена) и 268 нехетеросексуалаца (64 мушкарца и 204 жене) попунило је онлајн упитнике. Студија тврди да су асексуални мушкарци и жене имали 2,4 односно 2,5 пута веђу вероватночу да неће бити дешњаци него њихове хетеросексуалне колеге.